# Canon (fiction)
Pour les articles homonymes, voir Canon.
Dans un univers de fiction, le canon est l'ensemble des faits s'étant déroulés, ainsi que tous les personnages, événements et lieux, considérés comme authentiques ou officiels, dont l'existence est indiscutable, émanant de l'auteur originel. 

## Exemple deStar Trek
La Paramount avait ainsi défini que seuls les événements des séries live et des films étaient canons, à l'exception notable de certains éléments de la série animée. Cependant, à la suite de la sortie en DVD de la série animée en 2006, le statut de celle-ci fut remis en question sur le site officiel, soumis à un sondage du public. Depuis elle fait partie de la liste des œuvres canons disponible sur le site officiel.